# Arquidiocese de Fianarantsoa
A Arquidiocese de Fianarantsoa (Archidiœcesis Fianarantsoaensis) é uma circunscrição eclesiástica da Igreja Católica situada em Fianarantsoa, Madagascar. Seu atual arcebispo é Fulgence Rabemahafaly. Sua Sé é a Catedral do Santo Nome de Jesus.
Possui 46 paróquias servidas por 176 padres, abrangendo uma população de 1 636 070 habitantes, com 57,9% da dessa população jurisdicionada batizada (947 045 católicos).

## História

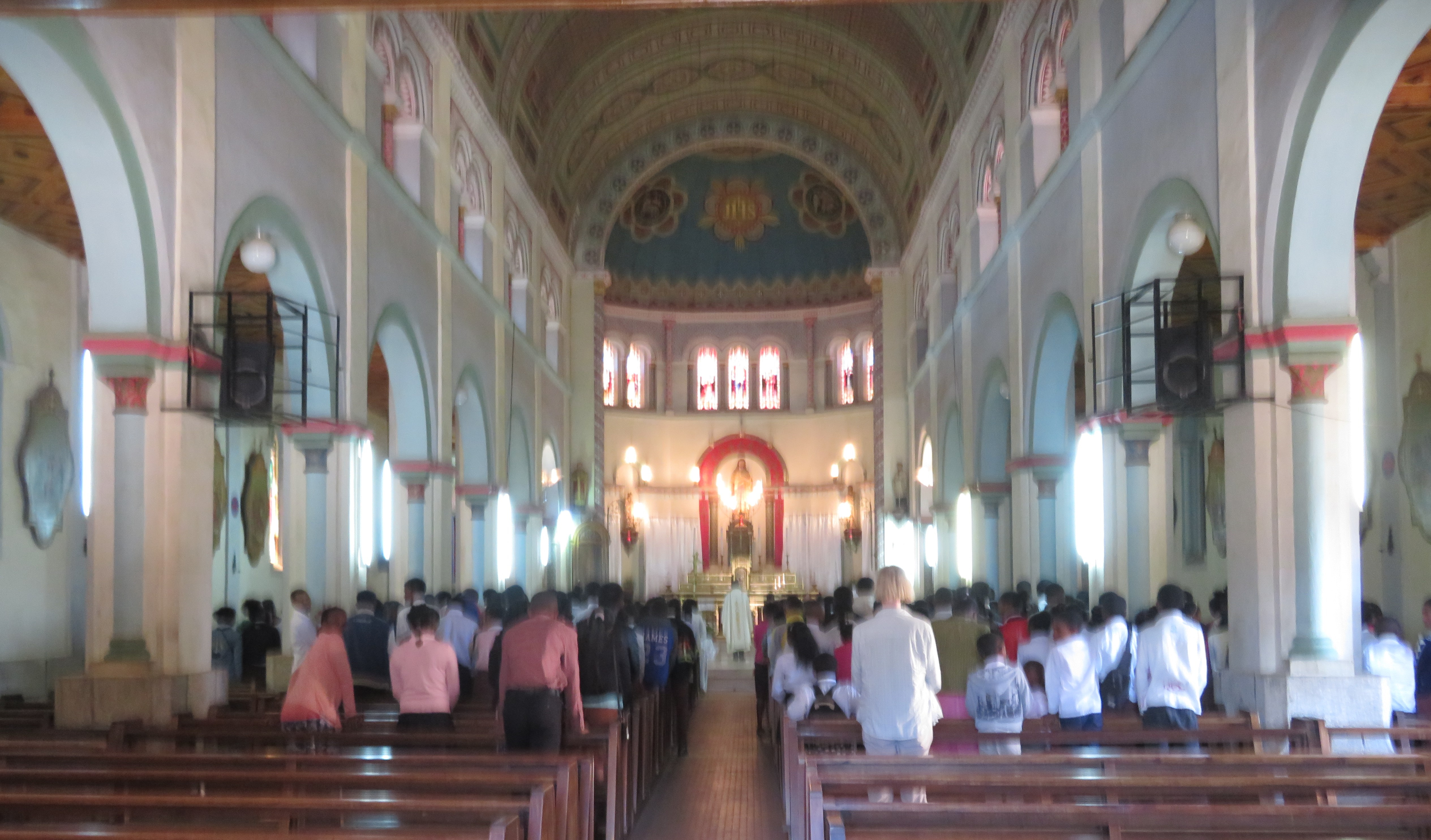
O interior da Sé

O vicariato apostólico de Fianarantsoa foi erigido em 10 de maio de 1913 com o breve Ecclesiarum omnium do Papa Pio X, recebendo o território do vicariato apostólico do Madagascar Central (atual Arquidiocese de Antananarivo).
Em 18 de junho de 1935 cedeu uma parte do seu território em vantagem da ereção da prefeitura apostólica de Vatomandry (atual Arquidiocese de Toamasina).
Em 8 de janeiro de 1938 cedeu outra parte do território para a ereção da prefeitura apostólica de Morondava (hoje uma diocese).
Em 14 de setembro de 1955 com a bula Dum tantis do papa Pio XII o vicariato apostólico foi elevado a diocese sufragânea da Arquidiocese de Tananarive (atual Arquidiocese de Antananarivo).
Em 11 de dezembro de 1958 a diocese foi agora elevada a categoria de arquidiocese metropolitana por meio da Constituição apostólica Tananarivensis (De Diego Suarez et Aliarum) do Papa João XXIII.
Em 9 de abril de 1968 e em 3 de junho de 1999 cedeu outras partes do seu território em vantagem da ereção, respectivamente, das dioceses de Mananjary e de Ambositra.

## Prelados
| #                 | Nome                                | Período    | Notas      |
| Arcebispos        | Arcebispos                          | Arcebispos | Arcebispos |
| ----------------- | ----------------------------------- | ---------- | ---------- |
| 4º                | Fulgence Rabemahafaly               | 2002-      | Atual      |
| 3º                | Philibert Randriambololona, S.J. †  | 1992-2002  |            |
| 2º                | Gilbert Ramanantoanina, S.J. †      | 1962-1991  |            |
| 1º                | Xavier Ferdinand J. Thoyer, S.J. †  | 1958-1962  |            |
| Bispos            |                                     |            |            |
| 2º                | Xavier Ferdinand J. Thoyer, S.J.. † | 1936-1958  |            |
| 1º                | Charles Givelet, S.J. †             | 1913-1935  |            |
| Bispos-auxiliares |                                     |            |            |
|                   | Gilbert Ramanantoanina, S.J. †      | 1960-1962  |            |